# Martinho de Dume
Martinho de Braga ou Martinho de Dume (Panónia, c.510/5 – Braga, 579/80), foi um bispo de Braga e de Dume considerado santo pela Igreja Católica e pela Igreja Ortodoxa. É conhecido como o "Apóstolo dos Suevos", por ser considerado o maior responsável pela sua conversão do arianismo ao catolicismo. Também é conhecido por nominar os dias da semana em língua galego-portuguesa.

## Biografia

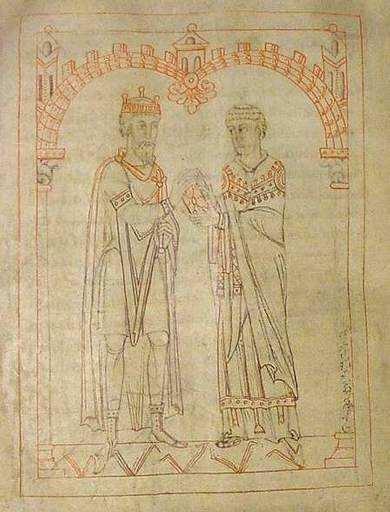
O rei suevo Miro e São Martinho de Dume, representados num manuscrito de 1145 da obra Formula Vitae Honestae de Martinho.

Martinho nasceu na Panónia (que em grande medida fica na actual Hungria), no século VI. 
Estudaria grego e ciências eclesiásticas no Oriente. De volta ao Ocidente, dirigiu-se para Roma e para a França, para continuar os estudos, onde visitou o túmulo do seu conterrâneo Martinho de Tours.
Estabeleceu um mosteiro em Dume, uma aldeia das proximidades de Bracara Augusta, a partir do qual começou a irradiar a sua pregação. Estabeleceu a Diocese de Dume (caso único na história cristã — confinada ao referido Mosteiro de Dume a que presidia), da qual foi primeiro bispo, em 556. Depois, por vacatura da diocese bracarense, em 569, foi feito metropolita dessa região de Braga, então capital do Reino Suevo. 
Consta na tradição e documentos, que ele mesmo terá fundado a igreja e mosteiro de São Martinho de Tours em Cedofeita, Porto. Esta cidade era um importante posto militar e administrativo suevo. 
Ao seu homónimo viria também a dedicar o poema Versus Martini Dumiensis Episcopi in Basilica.
Reuniu o Concílio de Braga em 563, tendo proibido que se cantassem muito dos hinos e cantos de carácter popular que estavam incluídos nas missas e noutras celebrações. Ao longo dos anos, a música litúrgica foi sendo fixada no Cantochão, mas o povo, apoiado num substrato musical muito antigo, apoderou-se de alguns destes cânticos da Igreja e popularizou-os, dando-lhes a sua interpretação própria.
Para além de batalhador pela ortodoxia contra os arianos, foi também um fecundo escritor, principalmente de obras de formação moral, escritos canónicos e litúrgicos. Destacou-se também como tradutor (designadamente, Dos Pensamentos dos padres egípcios, também traduzido como Sentenças dos Padres Egípcios, uma obra de apotegmas de filósofos coptas).

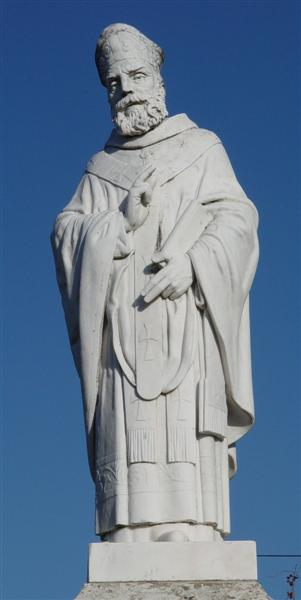
Estátua de S. Martinho de Dume

Martinho de Dume é também uma figura de capital importância para a história da cultura e língua portuguesas; de facto, considerando indigno de bons cristãos que se continuasse a chamar os dias da semana pelos nomes latinos pagãos de Lunae dies, Martis dies, Mercurii dies, Jovis dies, Veneris dies, Saturni dies e Solis dies, foi o primeiro a usar a terminologia eclesiástica para os designar (Feria secunda, Feria tertia, Feria quarta, Feria quinta, Feria sexta, Sabbatum, Dominica Dies), de onde derivam os modernos dias em língua portuguesa e que perdura ainda em regiões galego-falantes (segunda-feira, terça-feira, quarta-feira, quinta-feira, sexta-feira, sábado e domingo). A inovação no que viria a ser galego-português sendo caso único entre as línguas novilatinas, dado ter sido a única a substituir inteiramente a terminologia pagã pela terminologia cristã.

Isto explica o facto de os mais antigos documentos redigidos em português arcaico, fortemente influenciados por este latim eclesiástico, não terem qualquer vestígio da velha designação romana dos dias da semana, prova da forte acção desenvolvida por Martinho e seus sucessores na substituição dos nomes.

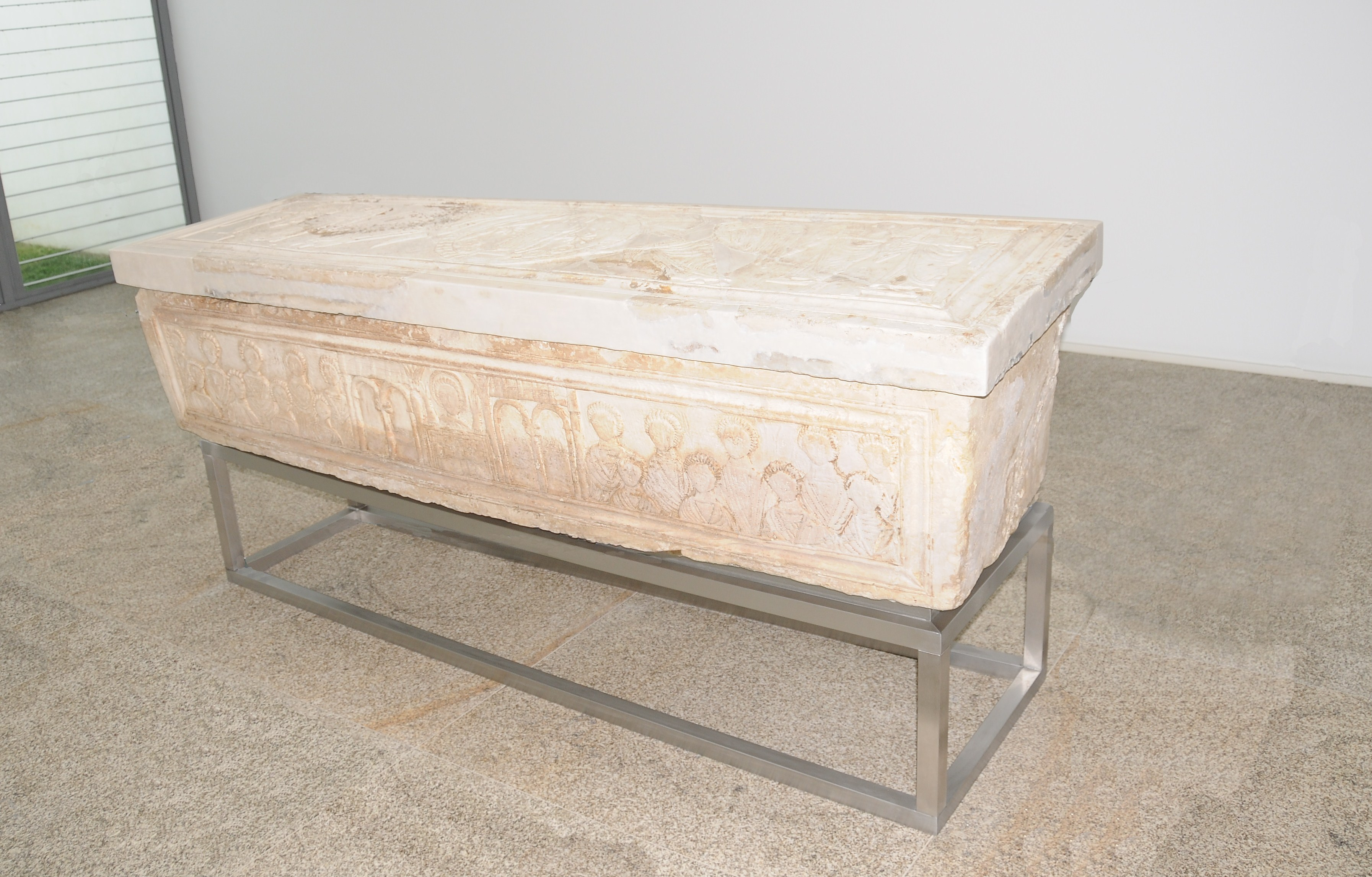
Túmulo de São Martinho de Dume, em Braga

Martinho pregava no seu De Correctione Rusticorum que os falsos deuses romanos seriam na realidade demónios que se teriam auto-nomeado a partir de homens e mulheres vis, e daí se apresentaram como deuses aos pagãos, para que estes venerassem e imitassem o exemplo nefasto destes antigos vilões. Tentou então substituir os seus nomes destes "demónios" em qualquer lado que se encontrassem, o que incluiria os planetas e meses, mas não foi bem-sucedido na totalidade, pelo que ainda hoje os chamamos pelos seus nomes clássicos pagãos. 
Em De Correctione Rusticorum, criticou também o posicionamento do início do ano, argumentando que este deveria ser considerado o equinócio.
Morreu no dia 20 de março de 579 e foi sepultado na catedral de Dúmio. Para si, compôs o seguinte epitáfio, com menção a S. Martinho de Tours: 
| “ | Pannoniis genitus, transcendens aequora vasta, Galliciae in gremium divinis nutibus actus, Confessor Martine, tua hac dicatus in aula, Antistes cultum institui ritumque sacrorum, Teque, patrone, sequens famulus Martinus eodem Nomine, non merito, hic in Christi pace quiesco. | ” |

Que, traduzido para português moderno, diz:

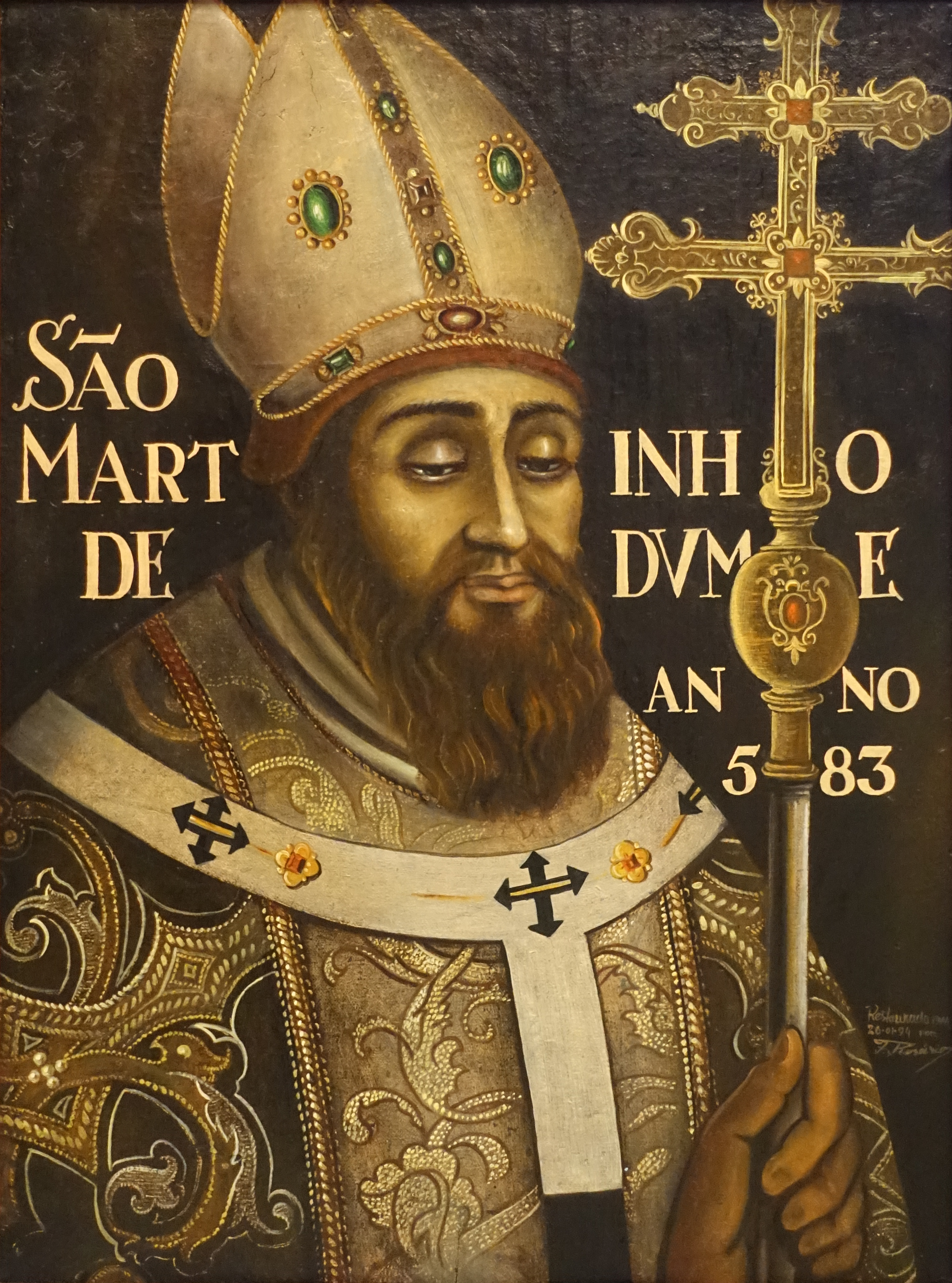
Retrato de São Martinho de Dume, atualmente na Galeria dos Arcebispos, em Braga.

| “ | Nascido na Panónia, atravessando vastos mares, impelido por sinais divinos para o seio da Galécia, sagrado bispo nesta tua igreja, ó Martinho confessor, nela instituí o culto e a celebração da missa. Tendo-te seguido, ó patrono, eu, o teu servo Martinho, igual em nome que não em mérito, repouso agora aqui na paz de Cristo. | ” |

## Obras
- Pro Repellenda Iactantia (Para Repelir a Jactância, ou também traduzido como Em Favor da Jactância que Deve ser Repelida)
- Item de Superbia (Acerca da Soberba)
- Exhortatio Humilitatis (Exortação da Humildade)
- Sententiae Patrum Aegyptiorum (Sentenças dos Padres Egípcios)
- De Ira (Da Ira)
- De Correctione Rusticorum (Da Correcção dos Rústicos), também intitulado Pro castigatione rusticorum (a partir do excerto da carta pro castigatione rusticorum, qui adhuc pristina paganorum superstitione detenti cultum venerationis plus daemonis quam deo persolvunt, em português, "Para o Castigo dos Rústicos, que, ainda presos às antigas superstições dos pagãos, prestam mais reverência ao diabo do que a Deus").[8]
- Formula Vitae Honestae (Fórmula da Vida Honesta, também traduzido como Regra da Vida Virtuosa), que pode ser descrito como sendo de tipologia "Espelho real".[9]